# Westminster Scholars War Memorial

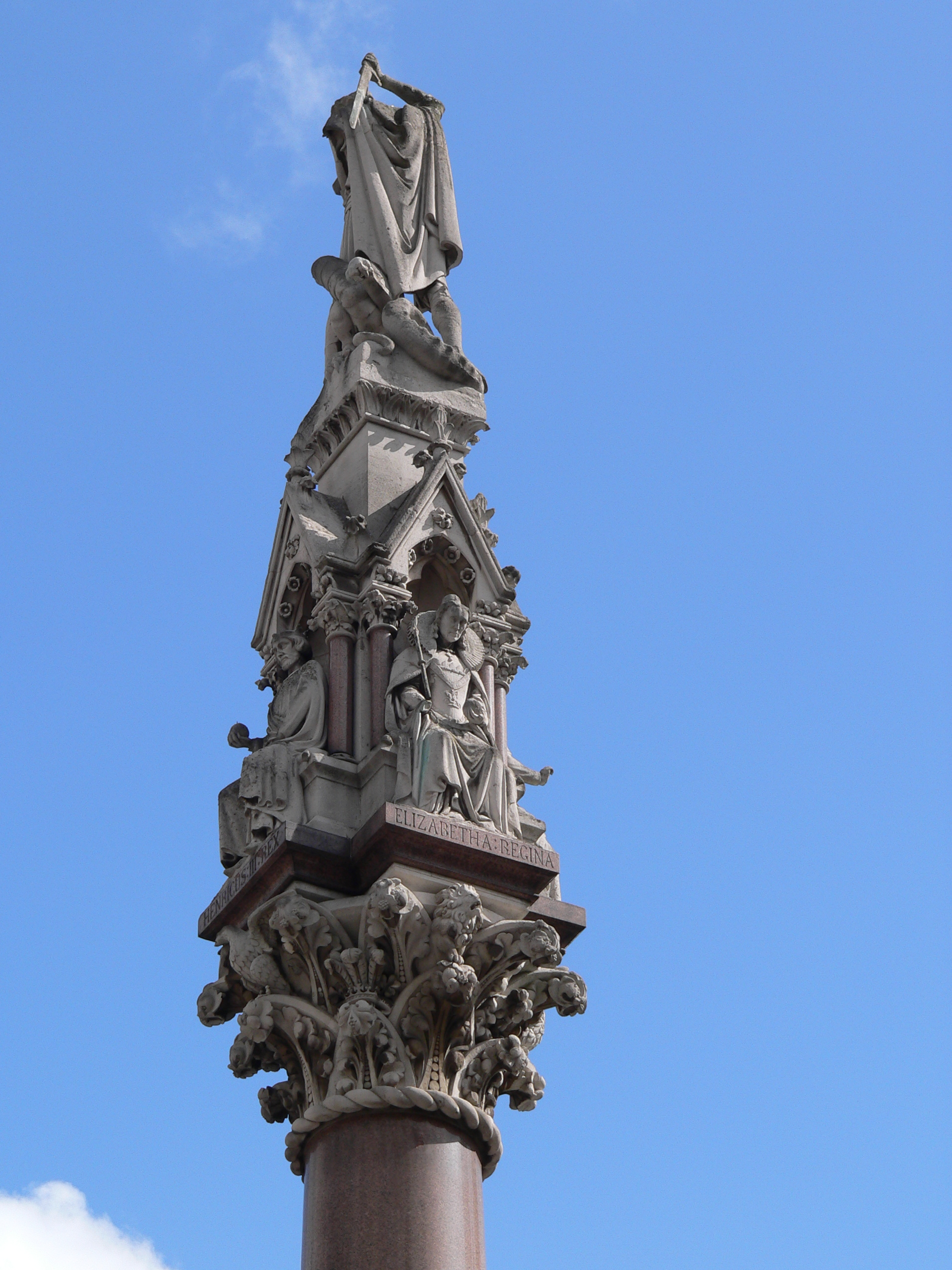
Détail

Le Westminster Scholars War Memorial, également connu sous le nom de Crimea and Indian Mutiny Memorial, ou encore Colonne de Westminster, est un mémorial de 1861 conçu par George Gilbert Scott, installé près de l'abbaye de Westminster dans le Broad Sanctuary, à Londres. Il est dédié aux professeurs de la Westminster School voisine qui sont morts pendant les guerres de Crimée et d'Inde dans les années 1854 à 1859.

## Description
La statue au sommet, sculptée par JR Clayton, représente saint Georges terrassant le dragon. Il présente également des statues de saint Édouard le Confesseur, d'Henri III, d'Élisabeth Ire et de la reine Victoria, sculptées par J. Birnie Philip (en). Sa base est flanquée de quatre lions.